# Douglas Gómez
Douglas Gómez, destacado deportista venezolano de la especialidad de tiro quien fue campeón de Centroamérica y del Caribe en Mayagüez 2010.

## Trayectoria
La trayectoria deportiva de Douglas Gómez se identifica por su participación en los siguientes eventos nacionales e internacionales:

### Juegos Centroamericanos y del Caribe
Fue reconocido su triunfo de ser el segundo tirador con el mayor número de medallas de la selección de  Venezuela 
en los juegos de Mayagüez 2010.

#### Juegos Centroamericanos y del Caribe de Mayagüez 2010
Su desempeño en la vigésima primera edición de los juegos, se identificó por ser el quinto tirador con el mayor número de medallas entre todos los participantes del evento, con un total de 4 medallas:

- , Medalla de oro: 25 m Equipo
- , Medalla de oro: Estándar 25 m
- , Medalla de plata: Rápido 25 m
- , Medalla de plata: Central 25 m